# Distretto di Ninacaca
Il distretto di Ninacaca è uno dei tredici distretti della provincia di Pasco, in Perù. Si trova nella regione di Pasco e si estende su una superficie di 508,92 chilometri quadrati.
Istituito il 2 gennaio 1857, ha per capitale la città di Ninacaca.